# Почтовый индекс

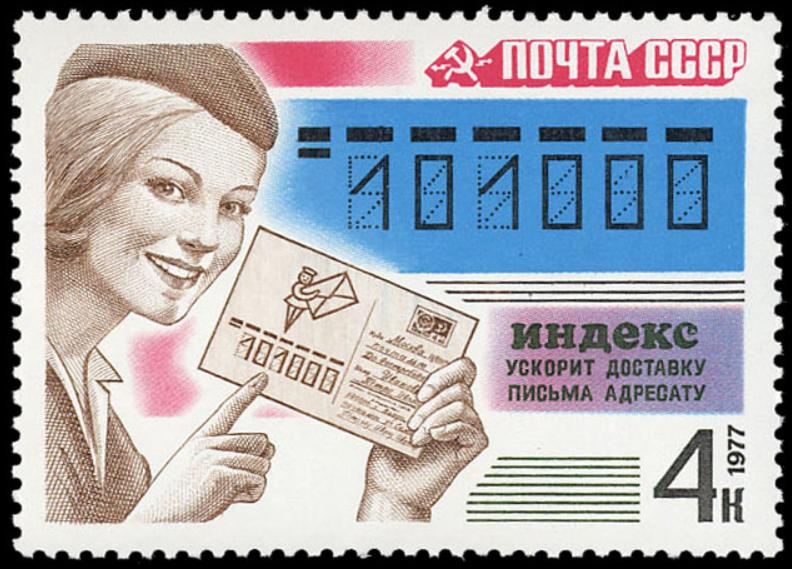
Марка СССР (1977): письмо и образец написания почтового индекса на конверте

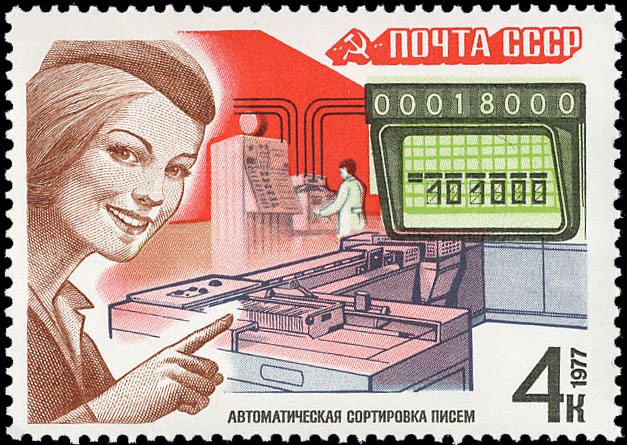
Марка СССР (1977): автоматическая сортировка писем

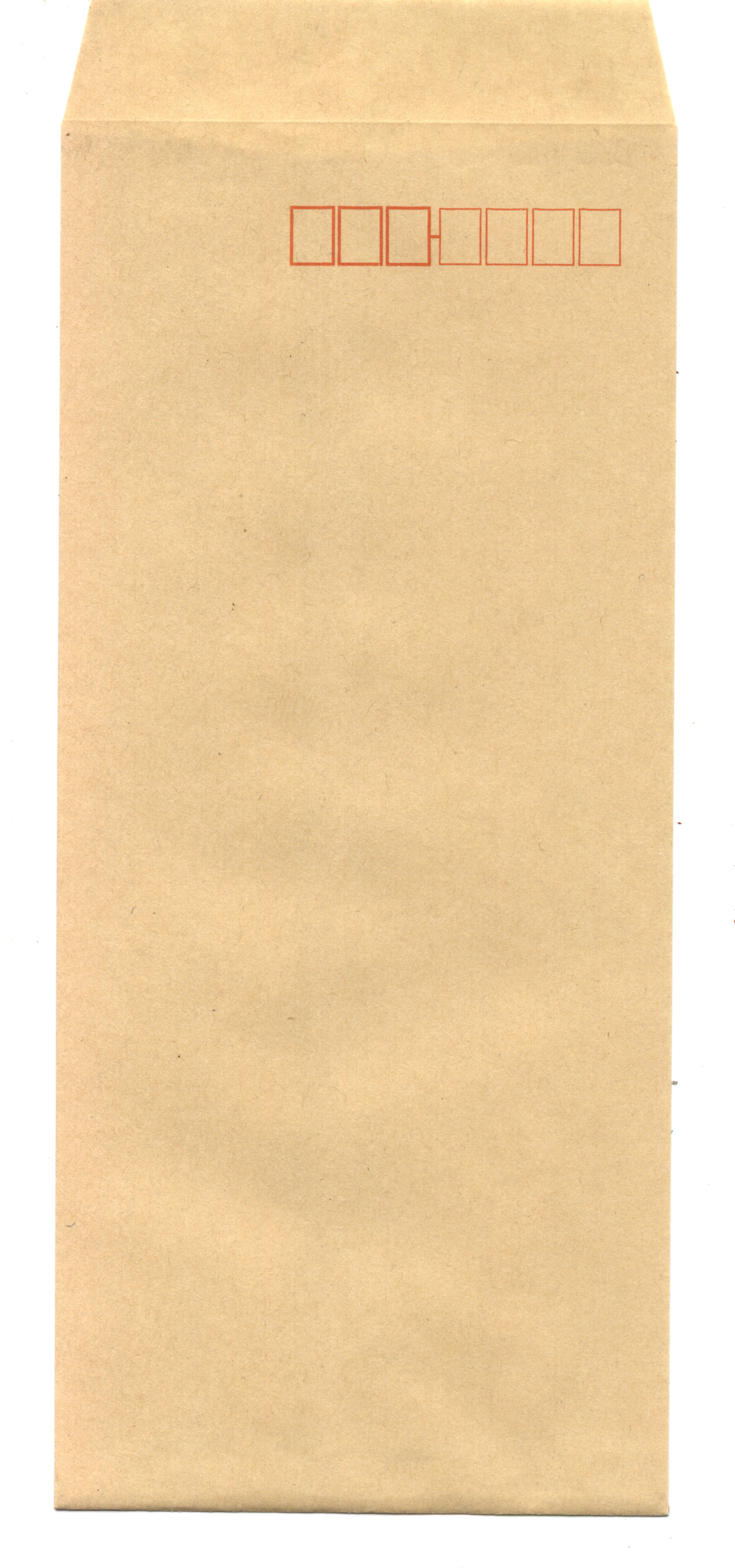
Конверт Японии, содержащий сетку для написания 7-значного почтового индекса по системе XXX-YYYY

Почто́вый и́ндекс — последовательность букв или цифр, добавляемая к почтовому адресу с целью облегчения сортировки почтовых отправлений, в том числе автоматической. В настоящее время подавляющее большинство национальных почтовых служб использует почтовые индексы.

## История
Первые почтовые индексы появились в 1857 в Великобритании. Город Лондон был разделен на 10 округов.

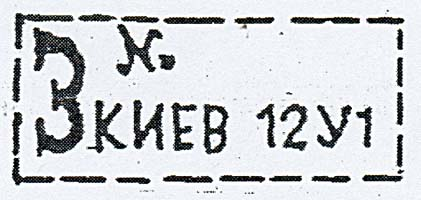
Штамп заказного письма с указанием почтового индекса 12У1 (Киев, СССР, 1930-е годы)

Маркированная почтовая карточка СССР с призывом указывать индекс на почтовых отправлениях и проставленными почтовыми индексами Киева (14У8 и 14У2)

Первой системой индексации в СССР была система номерных штемпелей для наложения на денежные переводы, введенная в феврале 1925 года. Номер представлял собой три группы цифр: первая группа цифр соответствовала номеру Округа связи по приказу от 9.04.1924 года № 7/117, а вторая — номер предприятия связи. Для предприятий, получающих подкрепление, собственный номер был третьей группой, а первые два были номером округа связи и подкрепляющего отделения. В итоге 8-разрядные (включая тире между группами) номера были формата 83-13---- или 83-59—1. Для отделений, получающих подкрепление не из своего округа, номер мог иметь вид 45⅗14, где первый разряд был номером своего округа, цифра над дробной чертой — номером подкрепляющего отделения из другого округа, под дробной чертой — номер округа подкрепляющего отделения и последний разряд — уже собственный номер. Эта система использовалась только внутри почтового ведомства и клиентуре о ней никогда не рассказывали.
В конце 1920-х годов в СССР разрабатывалась система общесоюзной индексации, но из-за постоянных административных реформ никак не удавалось приступить к её внедрению. В 1930-е годы только на Украине были сделаны две попытки внедрения сплошной индексации.
Первая попытка введения индексации на Украине была предпринята осенью 1930 года. За подписью заместителя наркома Рабоче-крестьянской инспекции М. М. Майорова вышло распоряжение «Про индексацию адресов районов». Этим распоряжением предписывалось при адресовании корреспонденции указывать индекс района формата NN-NN по газетно-почтовому Трактовому указателю почтовых вагонов газетных трактов. В системе газетных трактов первый номер указывал на номер почтового вагона, а второй — на номер узла, куда адресовалась корреспонденция. Список индексов по районам был опубликован в Полтаве в 1931 году (Iндексацiя районових центрiв Украiни. УДОПП-Полтава, 1931). Система имело множество недостатков, в том числе разные номера первой части индекса у населенных пунктов одного округа и постоянное изменение в самом трактовом указателе. Довольно быстро она была заброшена.
Вторая система индексации в Украинской ССР с 1932 по 1936 год была предложена работником Курского вокзала Москвы Балабановым. Они представляли собой код вида «число—буква—число», например, 12-У-1, 14-У-8, 320-У-15 и т. п. При этом буква «У» посредине кода означала «Украина», первое число — Киев, для которого были предусмотрены числа от 11 до 20, а число в конце — более мелкий почтовый район. В 1932 году в Харькове, который в то время был столицей УССР, был издан специальный указатель украинских почтовых индексов, где индексы начинались с чисел от 1 до 10. Систему нельзя назвать полностью индексной, так как цифры никак не отражали пространственные отношения (Киев имел номера 11-20; Харьков — 1-10; Полтава между ними — 62-65; населенные пункты Харьковского района имели индексы первой группы 390, хотя индекс 39 принадлежал Днепропетровску). Систему индексации даже пытались рекламировать, но в течение нескольких лет её использование было прекращено.
Германия ввела подобную систему в 1941 году, она охватывала не только территорию Третьего рейха, но и часть оккупированных территорий. Однако после капитуляции Германии она была упразднена.
В 1960-е годы началось массовое внедрение почтовых индексов в большинстве стран мира. Традиционный шестизначный индекс был введен в СССР в работе почты в 1969 году и для населения — в 1971 году.
По состоянию на 2012 год почтовые индексы включены в адресные системы 192 стран, которые являются членами Всемирного почтового союза.

## Применение
Почтовые службы разных стран используют различные правила по оформлению и размещению почтового индекса.
В большинстве англоязычных стран почтовый индекс следует за названием населённого пункта, в то время как в Европе почтовый индекс в основном предваряет название населённого пункта и иногда содержит в себе буквенный код страны. Подобным образом, например, пишется одно-двухбуквенный код (всегда прописными буквами) в государствах Европейского союза:
D-80331 München — Германия

A-1010 Wien — Австрия

Несмотря на то, что обычно почтовый индекс присваивается некоторой географической области, бывают исключения. Например, почтовый индекс может присваиваться организациям с большими объёмами корреспонденции (правительственным организациям, крупным компаниям и т. д.).
В Российской Федерации индексы, не имеющие связи с географической зоной объекта почтовой связи, имеют название «дополнительные технологические индексы» и аббревиатуру ДТИ.
Для упрощения распознавания индекса автоматизированным способом в некоторых странах применяется специальный шаблон — кодовый штамп.

## Цифро-буквенные индексы
Помимо наиболее распространённых числовых почтовых индексов, в некоторых странах используются смешанные цифро-буквенные почтовые индексы. К этим странам относятся:
Аргентина, Бруней, Великобритания, Ямайка, Ирландия, Казахстан, Канада, Мальта, Нидерланды, Перу, Свазиленд, Сомали.

## Номера почтовых зон

Индексная сетка и образец ввода цифр почтового индекса в кодовом штампе на почтовом конверте СССР и России

К моменту введения почтовых индексов крупные города часто были разделены на почтовые зоны, которые обслуживались своими почтовыми отделениями, имевшими индивидуальную нумерацию. Новая система почтовых индексов часто включает в себя коды (номера) этих почтовых отделений.
В США употребляется система 9-значных ZIP-кодов в виде XXXXX-YYYY, где XXXXX — код местности (города, другого населённого пункта, района города), на котором располагается почтовое отделение, а YYYY — зона почтового обслуживания внутри данной местности. При этом для автоматизации сортировки на почтовой корреспонденции проставляются штриховые коды, в которых с помощью символов POSTNET зашифрованы ZIP-коды.
В Австралии используются четырёхзначные почтовые индексы, указывающие на направление. Первая цифра указывает на штат или территорию Австралии. Почтовые отделения не имеют собственного индекса, и почтовые отправления сортируются в пределах территории обслуживания повторно.

Примеры почтовых зон и индексов в некоторых странах
Австрия
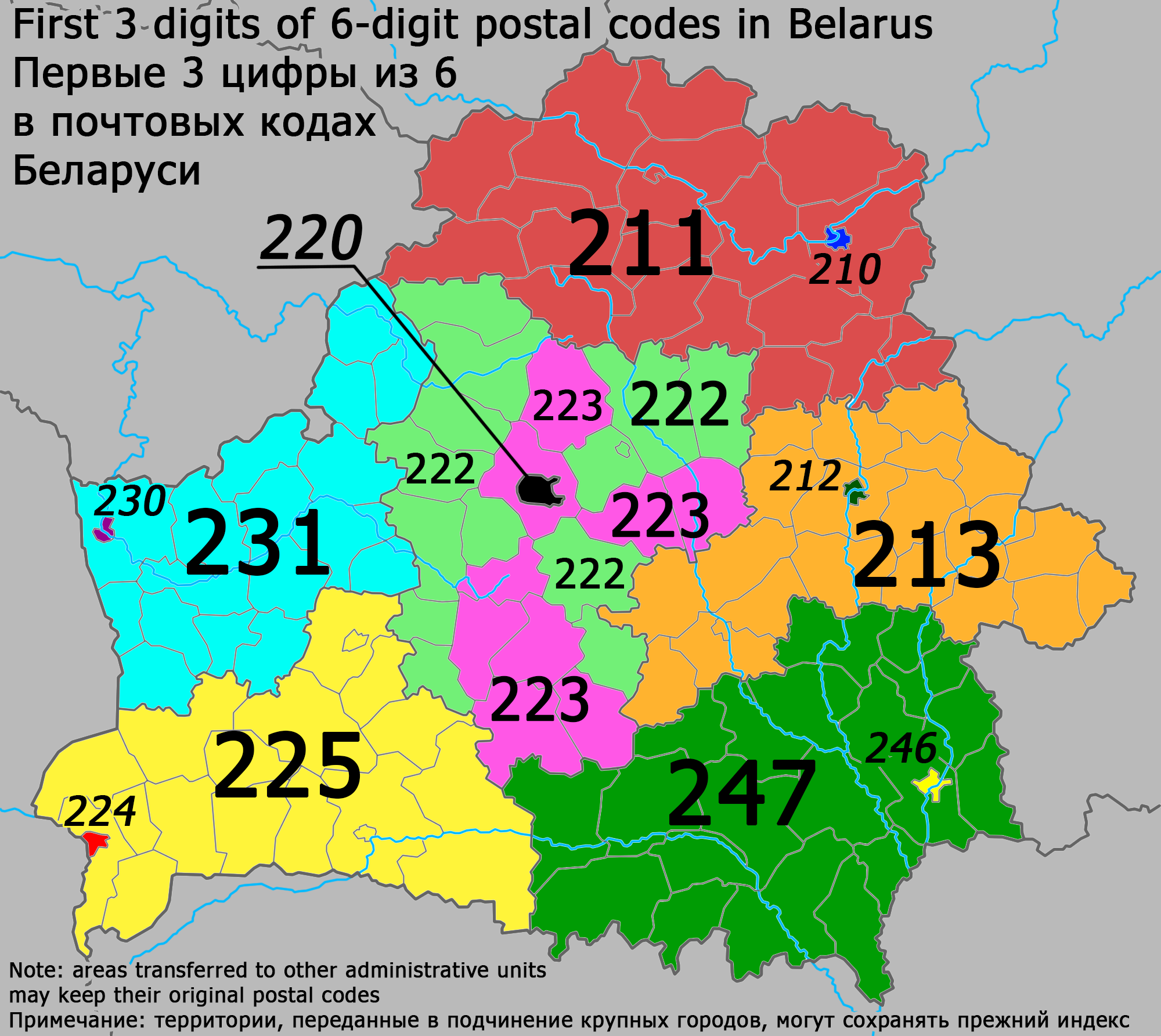
Белоруссия
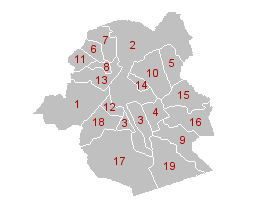
Брюссель (Бельгия)
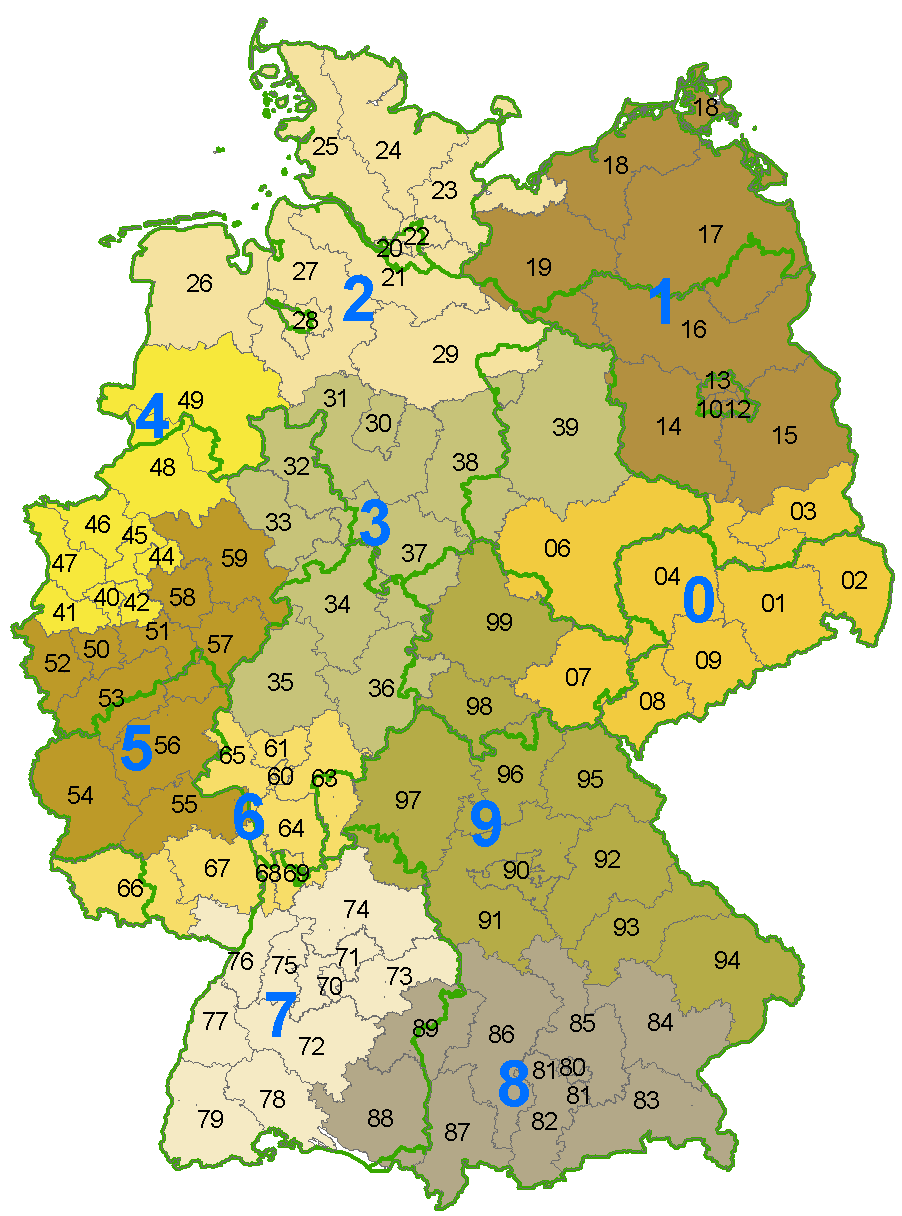
Германия
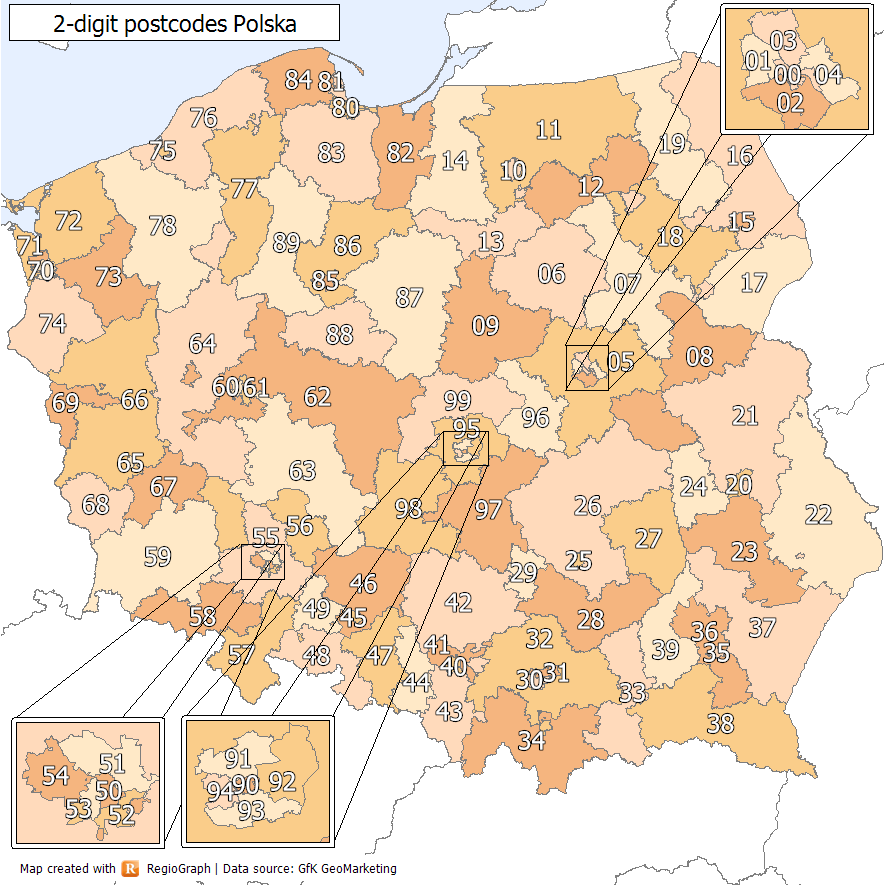
Польша
Россия
США

## Примечание
1. ↑  world-post.ru. Дата обращения: 19 февраля 2019. Архивировано 20 февраля 2019 года.
2. ↑  About postcodes (англ.). Resources. Postcodes. Universal Postal Union. — Информация о почтовых индексах на сайте Всемирного почтового союза. Дата обращения: 3 февраля 2011. Архивировано 28 августа 2011 года.